# Покупка в группах
Поку́пка в гру́ппах (приобретение в группах) — это способ приобретения товаров или услуг за счёт совокупных платежей потребителей, объединённых в группу, для каждого из участников группы.

## Другие определения покупок в группе
- покупка в группах — приобретение в группе;
- покупка в группах — приобретение товара рассроченными платежами;
- покупка в группах — система самофинансирования;
- покупки в группах — неформальные финансовые системы — informal financial systems (англ. Informal — неформальный, англ. financial — финансовый, англ. systems — системы);
- покупка в группах — взаимное кредитование потребителей;
- покупка в группах — альтернатива кредита;
- покупка в группах — план накопления (исп. plan de ahorro previo);
- покупка в группах — консорциум (порт. Consorcio  Архивная копия от 30 августа 2011 на Wayback Machine);
- покупка в группах — клубы покупок в группе (англ. group purchasing clubs).

## Предмет покупок в группах
Предметом покупок в группах являются любые материальные блага (товары и услуги), которые могут быть куплены за денежные средства, а также сами денежные суммы. Дорогостоящие товары долгосрочного потребления (например, недвижимость, автотранспорт) и услуги (например, ремонт квартиры, оплата учёбы), приобретение которых не под силу на индивидуальном уровне, чаще всего и являются предметом покупок в группе.
В ряде стран (например, Уругвай, Аргентина, Бразилия Архивная копия от 16 августа 2011 на Wayback Machine) существует формы покупок в группах, при которых участник получает денежные суммы, не имеющие конкретного назначения. Уругвайский Консорциум
указывает на то, что назначение средств, которые получает ассигнованный Архивная копия от 23 марта 2012 на Wayback Machine клиент, может быть любым, например, покупки, переоборудование, инвестиции или сбережения.

## Сущность покупки товаров в группах
В основе приобретения товаров в группах лежит принцип, согласно которому неразрешимые экономические трудности, с которыми потенциальный потребитель может столкнуться на индивидуальном уровне, могут быть преодолены группой покупателей.
Приобретение товаров в группах можно рассматривать, как частный случай такого широко распространённого экономического явления, как самофинансирование и взаимное кредитование потребителей. Наиболее общее международное название для систем самофинансирования всех видов — «informal financial systems», ROSCA Архивная копия от 26 июля 2011 на Wayback Machine (Rotating Savings and Credit Associations)..
Граждане постсоветского пространства чаще всего соотносят покупку в группах с кассой взаимопомощи, которая была популярна в годы существования СССР.
Покупка в группах объединяет людей, заинтересованных в приобретении дорогостоящего товара путём оплаты ежемесячных взносов в течение определённого периода времени. Приобретение товара осуществляется за счёт суммарных взносов всех участников группы.
Система покупки в группах предусматривает наличие администратора, обеспечивающего её функционирование и являющегося связующим звеном между участниками группы и продавцом/производителем товара. Компания-администратор формирует группы участников таким образом, чтобы за счёт ежемесячных платежей всех членов группы приобреталось определённое количество единиц товара, которые затем передаются участникам.
Распределение и передачу товаров компания-администратор производит ежемесячно. Существуют различные способы распределения товаров среди участников: бальная система, аукцион, жеребьёвка Архивная копия от 6 марта 2012 на Wayback Machine, выдача на оговорённую дату и др. Использование тех или иных механизмов варьируется в зависимости от специфики рынка, особенностей национального законодательства и культуры, конкретной компании, предоставляющей услуги по администрированию покупок в группах.

## Основные понятия (термины), используемые в системе покупок в группах
Система приобретения в группах или Система покупок в группах — система, которая заключается в создании групп покупателей (участников), целью которых является приобретение материальных благ (товара, услуги или денежных средств).
Участник системы/группы — физические или юридические лица, вступившие в группу с целью приобретения материальных благ.
Компания-администратор (компания-оператор) системы покупок в группах — юридическое лицо, предоставляющее услуги, предметом которых является приобретение товаров/услуг участниками через систему приобретения в группах. Услуги компании-администратора включают в себя организацию групп потребителей, администрирование платежей участников группы, приобретение товара у производителя, распределение товара среди членов группы, выдачу товара и обеспечение функционирования всех механизмов, предусмотренных системой.
График взносов (платежей) — общее количество взносов (платежей), необходимое для полной оплаты товара/услуги.
Плата за услуги, связанные со вступлением в систему покупок в группах (Вступительный взнос/платёж) — одноразовый платёж, размер которого составляет определённый процент от цены товара/услуги, подлежащий оплате компании-администратору участником группы.
Ассигнационный акт — ежемесячное мероприятие, на котором участникам группы предоставляется право на получение товара/услуги посредством предусмотренных системой механизмов распределения.
Право на получение товара/услуги или денежных средств — предоставление возможности получить желаемые материальные блага через один из механизмов, предусмотренных системой покупок в группах.
Фонд группы — фонд, который формируется за счёт части взносов, оплаченных участниками группы, и который предназначен для приобретения материальных благ для участников, а также для возврата денежных средств участникам группы, принявшим решение выйти из системы покупок в группах.
Поставщик — предприятие, с которым у компании-администратора подписан договор о поставке товаров и оказании услуг по выдаче товаров участникам группы.

## Механизмы распределения
- Балльная система или Механизм накопления взносов (платежей) — для учёта платежей всех участников каждому взносу (платежу) присваивается определённое количество баллов (Например, один платёж = 2 балла.) Право на получение товара/услуги предоставляется тому участнику, у которого больше всех баллов, то есть оплаченных взносов/платежей.
- Жеребьёвка — на ассигнационном акте из лототрона вынимаются пронумерованные шарики, которые соответствуют порядковым номерам участников в группе. Порядок их извлечения определяет последовательность предоставления права на получение товаров/услуг участникам группы.
- Аукцион или Механизм предложения авансовых взносов (платежей) — по аукционному механизму распределения участники группы предлагают к оплате платежи (взносы), которые они готовы заплатить в случае предоставления им права на получение товара/услуги. В каждой группе в аукционе побеждает тот участник, предложение которого было большим.

## Разновидности покупок в группах
- Классическая — участники группы получают желаемые материальные блага согласно стандартным механизмам распределения, чаще всего через накопление взносов или предложение авансовых платежей.
- С фиксированной датой получения — участники группы получают желаемые материальные блага на оговорённую дату (например, на 10-й месяц пребывания в системе) и при условии выполнения своих обязательств.

## Характерные особенности покупок в группах
- Небольшой размер ежемесячных взносов (платежей). Зависит от стоимости материального блага, количества человек в группе, срока выплаты.
- Отсутствие первоначального взноса за сам товар/услугу.
- Вступительный взнос в систему — плата за услуги компании-администратора по формированию группы (не входит в стоимость товара). У разных операторов варьируется от 0 % до 25 % от стоимости товара/услуги.
- Длительный срок выплаты товара/услуги — до 30 лет.
- Минимальный пакет документов — для заключения договора чаще всего требуется только паспорт или документ его заменяющий.
- Отсутствие процентов за использование средств из общего фонда группы

## История развития покупок в группах в мире
История покупок товаров в группах включает в себя разнообразные формы — от простейших систем, зародившихся ещё в аграрном обществе („Foei-Tsijing“ в Китае, „Tanamoshi“ в Японии), до современных, юридически формализированных структур в странах Латинской Америки и Европы („consorcio“ в Бразилии, „plan de ahorro previo“ в Аргентине и Уругвае, в «autofinanciamiento» -(в переводе с исп. — «самофинансирование») в Мексике, «konsorcjum» в Польше).
Наибольшее развитие покупка в группах получила в странах с развивающейся экономикой, где кредитование неспособно удовлетворить нужды преобладающей части населения. Вместе с тем, в ряде стран данная система стала привычной формой покупки и широко используется наравне с другими механизмами финансирования, такими как банковский кредит, лизинг и др.
Мировым лидером по потреблению в группах является Бразилия, где впервые подобная система была создана в 1962 г для приобретения автомобилей (consorcio de vehiculos). Данная форма покупки эволюционировала вместе с национальным авторынком, и в настоящее время в Бразилии 70 % общего объёма продаж новых автомобилей осуществляется с помощью различных систем покупок в группах.
Кроме того, широко распространены компании, администрирующие приобретение в группах как услуг, так и разнообразных [dic.academic.ru/dic.nsf/econ_dict/14726 товаров длительного пользования], таких, как мотоциклы, бытовая электротехника, сельхозтехника, недвижимость, и др.
Консорциумы являются частью национальной финансовой системы Бразилии и законодательно зафиксированы.
В Уругвае первые компании-администраторы появились в 1980. Наиболее известная из них — Consorcio de Uruguay, деятельность которой регламентирована Центральным Банком Уругвая.
В Европе одной из первых стран, где появились покупки в группах, стала Польша. Продажи автомобилей через систему покупки в группах, администрирование которой осуществляла «AICE POLSKA SA» Архивная копия от 15 августа 2010 на Wayback Machine, в 90-е гг. стали существенным фактором развития FSO.
Покупки в группах также существуют в Венгрии, Чехии, Словакии, Румынии, Португалии.

## Покупки в группах на Украине
Покупка товаров в группах как форма потребления существует на Украине с 1998 года. Крупнейшие операторы работают в автомобильном секторе — ООО «АВТО ПРОСТО» Архивная копия от 3 сентября 2011 на Wayback Machine (ТМ «АвтоТак»), ЧАО «AICE Украина» (ТМ «АВТОПЛАН»), а также ПП ,,ТФК"Актив" и ПП ,,Б. А.Н. К.,,Народний".
2 июня 2011 Верховная Рада Украины приняла Закон Украины «О внесении изменений в некоторые законы Украины относительно регулирования рынков финансовых услуг», которым закрепила на законодательном уровне существование такого вида финансовый услуги как «администрирование финансовых активов для приобретения товаров в группах».
30 июня 2011 Президент Украины подписал закон, отдающий т. н. «покупки в группах» под крыло Госфинуслуг.